# Rengeit
Rengeit ist ein sehr selten vorkommendes Mineral aus der Mineralklasse der „Silikate und Germanate“. Es kristallisiert im monoklinen Kristallsystem mit der chemischen Zusammensetzung Sr4Ti4ZrO8[Si2O7]2. Durch Substitution können bis zu 10 Gewichtsprozent leichte Seltene Erden sowie geringe Mengen an Ca, Al, Fe, Nb und Ba vorhanden sein.
Rengeit entwickelt nur kleine, dunkelbraune Kristalle in körnigen Aggregatein mit Diamantglanz auf den Kristallflächen. Rengeit ist ein Polymorph von Strontiochevkinit und strukturell dem Perrierit ähnlich.

## Etymologie und Geschichte
Erstmals entdeckt wurde Rengeit am Geröll-Strand Oyashirazu bei Itoigawa in Japan, genauer in den dort gefundenen Jadesteinen.
Analysiert und beschrieben wurde das Mineral 2001 durch H. Miyajima, S. Matsubara, R. Miyawaki, K. Yokoyama und K. Hirokawa, die es nach dem Berg Renge in der Nähe der Typlokalität Oyashirazu benannten.

## Klassifikation
In der veralteten, aber noch gebräuchlichen 8. Auflage der Mineralsystematik nach Strunz gehörte der Rengeit zur Mineralklasse der „Silikate und Germanate“ und dort zur Abteilung der „Gruppensilikate (Sorosilikate)“, wo er zusammen mit Chevkinit-(Ce), Dingdaohengit-(Ce), Maoniupingit-(Ce), Matsubarait, Perrierit-(Ce), Perrierit-(La), Polyakovit-(Ce), Stavelotit-(La) und Strontiochevkinit die „Chevkinit-Reihe“ mit der System-Nr. VIII/C.17 bildete.
Die seit 2001 gültige und von der International Mineralogical Association (IMA) verwendete 9. Auflage der Strunz’schen Mineralsystematik ordnet den Rengeit ebenfalls in die Klasse der „Silikate und Germanate“ und dort in die Abteilung der „Gruppensilikate (Sorosilikate)“ ein. Diese Abteilung ist allerdings weiter unterteilt nach der Art der Gruppenbildung, der möglichen Anwesenheit weiterer Anionen und der Koordination der Kationen, so dass das Mineral entsprechend seiner Zusammensetzung und seines Aufbaus in der Unterabteilung „Si2O7-Gruppen mit zusätzlichen Anionen; Kationen in oktaedrischer [6]er- und größerer Koordination“ zu finden ist, wo es zusammen mit Chevkinit-(Ce), Dingdaohengit-(Ce), Karnasurtit-(Ce), Maoniupingit-(Ce), Matsubarait, Perrierit-(Ce), Perrierit-(La), Polyakovit-(Ce) und Strontiochevkinit die unbenannte Gruppe 9.BE.70 bildet.
Auch die vorwiegend im englischen Sprachraum gebräuchliche Systematik der Minerale nach Dana ordnet den Rengeit in die Klasse der „Silikate und Germanate“ und dort in die Abteilung der „Gruppensilikate“ ein. Hier ist er zusammen mit Chevkinit-(Ce), Strontiochevkinit, Perrierit-(Ce), Orthochevkinit, Matsubarait, Polyakovit-(Ce), Maoniupingit-(Ce) und Dingdaohengit-(Ce) in der „Perierit-Chevkinit-Gruppe“ mit der System-Nr. 56.02.08 innerhalb der Unterabteilung „Gruppensilikate: Si2O7-Gruppen und O, OH, F und H2O mit Kationen in [4] und/oder >[4]-Koordination“ zu finden.

## Kristallstruktur
Rengeit kristallisiert monoklin in der Raumgruppe P21/a (Raumgruppen-Nr. 14, Stellung 3) mit den Gitterparametern a = 13,9830 Å; b = 5,6722 Å; c = 11,9960 Å und β = 114,215° sowie 2 Formeleinheiten pro Elementarzelle.

## Bildung und Fundorte
An der Typlokalität tritt Rengeit in xenomorphen, maximal 9 mm großen Aggregaten in Jade auf. Zur Paragenese gehören neben Omphacit und Jadeit auch Titanit, Zirkon und Tausonit. Rengeit ist vermutlich durch die Reaktion strontiumreicher Fluide mit Zr- und Ti-Mineralen während hochgradiger Metamorphose entstanden.
Neben seiner Typlokalität Oyashirazu in Japan wurde Rengeit bisher (Stand: 2011) nur noch am Kaskasnjuntschorr (Каскаснюнчорр) in den Chibinen auf der russischen Halbinsel Kola gefunden.